# Iporanga (kommun)
Iporanga är en kommun i Brasilien.   Den ligger i delstaten São Paulo, i den södra delen av landet, 1 000 km söder om huvudstaden Brasília. Antalet invånare är 4 302.
Följande samhällen finns i Iporanga:
- Iporanga

I omgivningarna runt Iporanga växer i huvudsak städsegrön lövskog. Runt Iporanga är det mycket glesbefolkat, med 3 invånare per kvadratkilometer.